# Petre Sbârcea
Petre Sbârcea (n. 14 ianuarie 1932, Segarcea – d. 30 octombrie 2021, Cluj-Napoca) a fost un dirijor român.
Într-un interviu a declarat că, de fapt, s-a născut în 27 decembrie 1931, dar pentru că primăria era închisă din cauza sărbătorilor, tatăl său l-a putut declara abia în 14 ianuarie, în fața unui primar în stare de ebrietate. Primarul nu a sesizat umorul tatălui și l-a trecut pe copil în registrul de stare civilă cu numele Doctor Petre Sbârcea.
Petre Sbârcea a studiat arta dirijatului cu Sergiu Celibidache și Antonin Ciolan.  
A fost dirijor titular la: Opera Română din Cluj, ( 1957-1976), Filarmonica de Stat Sibiu.
Invitat permanent al orchestrelor din : Germania, Ungaria, Italia, Austria, Iran, Franța, Belgia, Rusia, Olanda, Elveția, Luxemburg etc.
A fost cel care a dirijat primul turneu al filarmonicii sibiene, în 1981, în Corsica, cu ocazia inaugurării Operei din Bastia.
A fost profesor universitar Academia de Muzică Cluj.
Cetățean de Onoare al Sibiului și Clujului, Doctor honoris causa al Universității "Babeș-Bolyai" Cluj, distins cu Ordinul Cultural al României, Medalia Mascagni (Italia), Ordinul național serviciul credincios in grad de cavaler.
În data de 26 ianuarie 2009, Petre Sbârcea a primit titlul de cetățean de onoare al orașului Sibiu însoțit de o diplomă, cheia orașului și o medalie aniversară, înmânate de primarul Klaus Johannis.

## Legături Externe
- Filarmonica Sibiu